# Морски десант
Морският десант е вид настъпателна военна операция, при която се използват кораби за извършване на десант на вражеска територия и за установяването там на крайбрежен плацдарм.
В съвременното военно дело морските десанти се извършват със специализирани десантни кораби. Те са смятани за най-сложните военни маневри, изискващи прецизна координация на военновъздушни сили, военноморска артилерия, воден транспорт, логистично планиране, специализирано оборудване, сухопътна тактика.